# 아이엠 (텔레비전 프로그램)
아이엠(I am)은 대한민국의 SBS에 방송되었던 예능 프로그램이다. 2004년 10월 15일부터 2005년 7월 3일까지 방송되었는데 SBS가 2004년 가을개편 때 일일드라마(월~금 8:50)와 일일시트콤(월~금 9:20)을 폐지하면서 생긴 개편에 따라 같은 시기 화요일 오후 8시 55분으로 이동한 뉴스추적 시간(수요일 밤 11시 5분)에 편성될 예정이었으나 메인 MC 신동엽이 화요일 같은 시간대 김용만, 신동엽의 즐겨찾기 공동 진행자로 활동하고 있었던 탓에 불발됐으며 뮤지컬 아이다 준비 때문에 도중하차한 전 MC 옥주현이 2005년 2월 19일 방영분에서 지나치게 짧은 옷차림으로 등장하여 구설수에 올랐다.
한편, 같은 채널 야심만만 만명에게 물었습니다의 앙케트 포맷을 모방했다는 지적이
 있기도 했다.

## 기획 의도
사람들의 생각과 행동을 퍼센트화하여 평균을 알아보는 예능 프로그램이다.

## 출연진
- 신동엽
- 옥주현 (도중하차)

## 에피소드 목록

### 2004년
1회) 10월 15일
2회) 10월 29일
3회) 11월 5일
4회) 11월 12일
5회) 11월 19일
6회) 11월 26일
7회) 12월 3일
8회) 12월 10일
9회) 12월 17일
10회) 12월 24일

### 2005년
11회) 1월 7일
12회) 1월 14일
13회) 1월 21일
14회) 1월 28일
15회) 2월 4일
16회) 2월 11일
17회) 2월 18일
18회) 2월 25일
19회) 3월 4일
20회) 3월 11일
21회) 3월 18일
22회) 3월 25일
23회) 4월 8일
24회) 4월 15일
25회) 4월 22일
26회) 5월 1일
27회) 5월 8일
28회) 5월 15일
29회) 5월 22일
30회) 5월 29일
31회) 6월 5일
32회) 6월 12일
33회) 6월 19일
34회) 6월 26일
35회) 7월 3일

## 결방
- 2004년 10월 22일 - 프로야구 한국시리즈 2차전 중계 편성
- 2004년 12월 31일 - <연기대상> 1~2부 편성
- 2005년 4월 1일 - 뉴스 특보 편성